# 류근일 (희극인)
류근일(1986년 9월 4일 ~ )은 대한민국의 희극 배우다.

## 학력
- 건양대학교 전자상거래무역학과
- 공주고등학교
- 장기중학교

## 출연 작품
- 〈개그콘서트〉

〈감수성〉
〈그땐 그랬지〉
〈도찐개찐〉
〈돌직구 청문회〉
〈로비스트〉
〈리얼토크쇼〉
〈말해 Yes or No〉
〈메이킹우먼쇼〉
〈멘탈 甲〉
〈배틀트집〉카메라맨 역
〈부엉이〉
〈불편한 진실〉
〈산 넘어 산〉
〈슈퍼스타 KBS〉
〈스톡홀름 신드롬〉
〈왕해〉
〈일어나〉응원하는 사람 역
〈징글 정글〉
〈트렌드 쇼〉
〈편하게 있어〉
〈후궁뎐;꽃들의 전쟁〉
〈힘을 내요! 슈퍼 뚱맨〉
〈힙합의 신〉
〈10년 후〉